# Filosofem
| Професионални рејтинг | Професионални рејтинг |
| Резултати             | Резултати             |
| Извор                 | Рејтинг               |
| --------------------- | --------------------- |
| AllMusic              | [ 1 ]                 |

Filosofem je четврти студијски албум блек метал соло пројекта Бурцум. Снимљен је у марту 1993. и био је посљедњи снимак прије него што је Варг Викернес осуђен на затворску казну 1994. године; међутим, албум је објављен тек у јануару 1996. године. Издат је преко Misanthropy Records и Викернесове сопствене издавачке куће, Cymophane Records. Направљен је музички спот за пјесму Dunkelheit и емитован на MTV и VH1.
Албум је познат по свом експерименталном звуку у поређењу са већином других албума другог таласа блек метала. Викернес сматра Filosofem анти-тренд албумом.

## Позадина
Варг Викернес је снимио прва четири албума између јануара 1992. и марта 1993. у Бергену. Међутим, издања су била објављена, са много мјесеци између снимања и објављивања сваког албума. За то вријеме, Викернес је постао дио ране норвешке блек метал сцене и упознао гитаристу Mayhem-a Еуронимуса. Наводно је такође учествовао у паљењу четири цркве, заједно са осталим учесницима догађаја. У августу 1993. Викернес је избо Еуронимоса на смрт испред његовог стана у Ослу. Неколико дана касније ухапшен је и у мају 1994. осуђен на 21 годину затвора и за убиство и за паљевину цркве.
Уводна нумера албума, Dunkelheit, била је прва пјесма коју је Викернес написао као Бурцум, а сама пјесма је првобитно названа Burzum. Снимљен је у септембру 1992. за албум Hvis lyset tar oss, али Викернес није био задовољан њиме због лошег квалитета снимања, па је остао неискоришћен. Умјесто тога, поново је снимио пјесму шест мјесеци касније, што је верзија која се појављује на Filosofem-у. Према изјави коју је Викернес дао на burzum.org, норвешки затворски систем је изгубио мастер траке за верзију Burzum намењену Hvis lyset tar oss, чиме су ове оригиналне верзије изгубљене.
Filosofem је снимљен под намјерно лошим условима како би се задржао сирови lo-fi звук. Није коришћено гитарско појачало; умјесто тога, Викернес је укључио своју гитару у појачало стерео његовог брата и користио старе fuzz педале. За вокал је од тонског техничара тражио најгори микрофон који је имао, а на крају је користио старе слушалице за хеликоптер.

## Музика
Музика Filosofem-a је наставила Викернесово експериментисање са минимализмом, понављањем и амбијенталном музиком унутар блек метала. Прве три пјесме су у тоналитету е-мола, а све нумере на албуму су прилично дугачке (најкраћа је нешто више од седам минута), првенствено компоноване на врло мало музичких мотива. На пример, Jesu' død, нумера од преко осам и по минута, првенствено је заснована на варијацијама једног рифа. Rundtgåing av den transcendentale egenhetens støtte, Бурзумова најдужа амбијентална пјесма до сада, понавља једноставну мелодију скоро целог трајања, прелазећи са бас остината на остинато за хармонију у средини дјела. Пјесма је представљена у албуму пјесама за филм америчког експерименталног драмског филма Gummo.
Burzum (Dunkelheit), уводна нумера, садржи истакнуту мелодију коју свира синтисајзер који се налази на врху дисторзираних гитара и вокала. Двије пјесме Decrepitude се допуњују, са „i“ која садржи вокал и задржава гитаре у првом плану, док је "ii" инструментална и умјесто тога се фокусира на звучне ефекте и мелодију клавијатуре у позадини "i".
На омоту албума и налази се умјетничко дјело Теодора Кителсена. Предњи омот је назван  Op under Fjeldet toner en Lur  (на норвешком за Горе у брдима звони позив).

## Списак пјесама
Аутор(и) свих текстова и песама: Варг Викернес. 
| №               | Назив                                               | Трајање |  |
| 1.              | Burzum                                              | 7:05    |  |
| 2.              | Jesu død                                            | 8:39    |  |
| 3.              | Beholding the Daughters of the Firmament            | 7:53    |  |
| 4.              | Decrepitude .i.                                     | 7:53    |  |
| 5.              | Rundtgåing av den transcendentale egenhetens støtte | 25:11   |  |
| 6.              | Decrepitude .ii.                                    | 7:53    |  |
| Укупно трајање: | Укупно трајање:                                     | 64:34   |  |